# Contin Bridge
Die Contin Bridge ist eine ehemalige Straßenbrücke in der schottischen Ortschaft Contin in der Council Area Highland. 1971 wurde die Brücke in die schottischen Denkmallisten in der höchsten Denkmalkategorie A aufgenommen.

## Geschichte
Am Standort der Brücke befand sich ein Vorgängerbauwerk, das im Jahre 1811 einem Hochwasserereignis zum Opfer fiel. Mit der Planung des Neubaus der Contin Bridge wurde Thomas Telford betraut, der sich selbst für einen Neubau ausgesprochen hatte. Der Bau wurde zwischen 1813 und 1816 von T. Muirson ausgeführt. Die verhältnismäßig lange Bauzeit ergibt sich aus dem Umstand, dass zwischen 1815 und 1816 zwei der Bögen abgetragen und verändert aufgerichtet werden mussten. Die Gesamtkosten beliefen sich auf 1163 £. In den 1980er Jahren wurde direkt neben der Contin Bridge ein Neubau ausgeführt, womit die alte Brücke obsolet wurde. Eine im Dezember 2003 durchgeführte archäologische Untersuchung förderte keine Überreste der 1811 zerstörten Brücke zutage.

## Beschreibung
Die Contin Bridge befindet sich am Westrand von Contin. Die heute aufgegebene Brücke führte einst die A835 über das Black Water.
Der Mauerwerksviadukt überspannt den Fluss mit drei ausgemauerten Segmentbögen, deren Stützweiten (12,2 Meter, 13,7 Meter, 15,2 Meter) und lichten Höhen von Westen nach Osten ansteigen. Das Brückendeck steigt in gleicher Richtung an, was nicht Telfords ursprünglicher Planung entsprach. Das Mauerwerk der Contin Bridge besteht aus behauenem Bruchstein. An den Brückenpfeilern treten spitze Eisbrechern hervor, die oberhalb bis zur Brüstung als schmucklose Pilaster fortgeführt sind.